# Piața Tiananmen
Piața Tiananmen sau Piața Tian'anmen (în chineză simplificată: 天安门; pinyin: Tiān'ānmén; Wade–Giles: T'ien1-o1-mên2) este o piață urbană în centrul orașului Beijing, China, situată în apropierea Cartierului Central de Afaceri și numită după Tiananmen („Poarta Păcii Celeste”), poartă situată la nord de aceasta și care o separă de Orașul Interzis. Piața conține Monumentul Eroilor Poporului, Sala Mare a Poporului, Muzeul Național al Chinei și Mausoleul lui Mao Zedong. Mao Zedong a proclamat înființarea Republicii Populare Chineze în această piață pe 1 octombrie 1949, iar aniversarea acestui eveniment este încă sărbătorită acolo. Piața Tiananmen este în top zece cele mai mari piețe din lume, cu o suprafață de 440.500 m2 (880×500 m). Zona poartă o mare semnificație culturală și a fost locul a mai multe evenimente importante din istoria Chinei.
În afara Chinei, piața este cel mai bine cunoscută pentru Protestele din Piața Tiananmen din 1989, care s-au încheiat cu o represiune armată, cunoscută și sub numele de Masacrul din Piața Tiananmen.

## Istoric

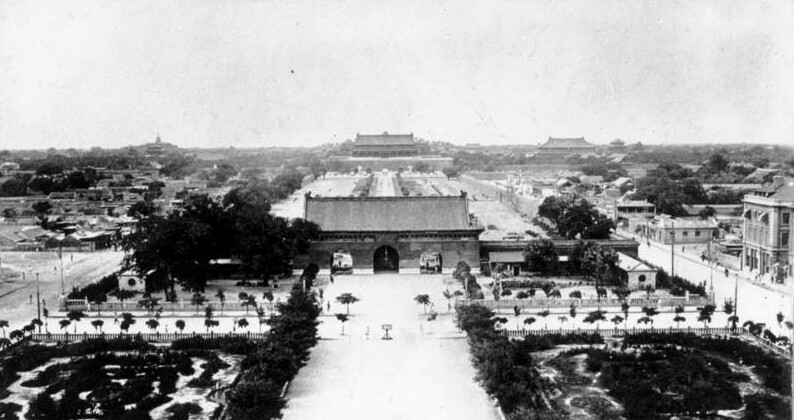
Piața Tiananmen la începutul secolului al XX-lea, privită de pe Poarta Zhengyangmen (Poarta Qianmen), cu Poarta Chinei, distrusă mai târziu, în 1954, în locul Mausoleului lui Mao Zedong de azi. „Coridorul de o mie de pași” este vizibil în spatele Porții Chinei și Poarta Tiananmen poate fi văzută în distanță.

Tiananmen („Poarta Păcii Celeste”), o poartă a zidului Orașului Imperial, a fost construită în 1415, în timpul dinastiei Ming. În secolul al XVII-lea, lupta dintre forțele rebele ale lui Li Zicheng și forțele Manchu conduse de dinastia Qing a provocat pagube importante, distrugând parțial poarta. Piața Tiananmen a fost proiectată și construită în 1651, iar suprafața a fost mărită de patru ori în anii 1950.
Poarta cunoscută istoric sub numele de „Marea Poartă Ming”, poarta de sud a Orașului Imperial, se află în apropiere de centrul pieței. Aceasta a fost redenumită „Marea Poartă Qing” în timpul dinastiei Qing, iar apoi „Poarta Chinei” în timpul erei republicane. Spre deosebire de alte porți din Beijing, precum Tiananmen și Poarta Zhengyang, aceasta a fost o poartă pur ceremonială, cu trei arcade, dar fără metereze, similară ca stil cu porțile ceremoniale găsite în mormintele Ming. Această poartă a avut un statut special, ca „Poarta Națiunii”, după cum se poate observa din numele sale succesive. În mod normal era închisă, cu excepția momentelor când Împăratul trecea prin ea. Traficul oamenilor de rând era deviat prin porțile din lateralele de vest și de est ale pieței. Din cauza acestei diversiuni a traficului, la sud de poartă a fost creată o piață comercială numită „Străzile Tablă de Șah”.

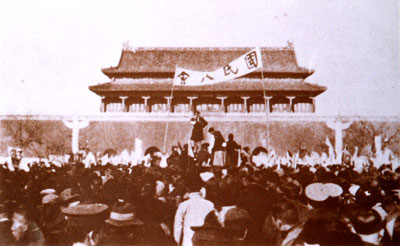
Imaginea iconică din Piața Tiananmen de la Mișcarea 4 Mai din 1919

În 1860, în timpul celui de-al Doilea Război al Opiului, când trupele britanice și franceze au invadat Beijingul, acestea și-au instalat tabăra lângă poartă și au vrut să incendieze poarta și întreg Orașul Interzis. În cele din urmă, au decis să cruțe Orașul Interzis și să ardă în schimb Vechiul Palat de Vară. Împăratul Xianfeng a căzut de acord, în cele din urmă, să lase puterile străine să staționeze trupe și, mai târziu, să stabilească misiuni diplomatice în zonă, ducând astfel la crearea Cartierului Legațiilor imediat la est de piață. Atunci când forțele Alianței celor Opt Națiuni au asediat Beijingul în timpul răscoalei boxerilor din 1900, complexele de birouri au fost grav avariate și mai multe ministere au fost incendiate. După ce răscoala boxerilor s-a încheiat, zona a devenit un spațiu în care puterile străine își adunau forțele lor militare.
În 1954, Poarta Chinei a fost demolată pentru a permite extinderea pieței. În noiembrie 1958 a fost începută o expansiune majoră a Pieței Tiananmen, care a fost finalizată după numai 11 luni, în august 1959. Expansiunea a urmat viziunea lui Mao Zedong pentru a crea cea mai mare și mai spectaculoasă piață din lume, cu o capacitate de peste 500.000 de oameni. În tot acest proces au fost demolate un număr mare de clădiri rezidențiale și alte structuri. Pe marginea de sud a fost ridicat Monumentul Eroilor Poporului. Concomitent, ca parte a celor Zece Mari Clădiri construite între 1958 și 1959, pentru a comemora zece ani de la înființarea Republicii Populare Chineze (RPC), au fost construite Sala Mare a Poporului și Muzeul de Istorie Revoluționară (acum Muzeul Național al Chinei) pe laturile de vest și, respectiv, de est.
În primul deceniu al RPC, fiecare Zi Națională (1 octombrie) a fost marcată prinr-o mare paradă militară în Piața Tiananmen, o emulare a festivităților sovietice anuale ale Revoluției Bolșevice. După dezastrul de la Marele Salt Înainte, PCC a decis să reducă costurile și să aibă doar festivități anuale mai mici de Ziua Națională și o mare sărbătoare cu paradă militară la fiecare 10 ani. Cu toate acestea, haosul Revoluției Culturale aproape a prevenit organizarea de astfel de eveniment de Ziua Națională în 1969. Parade au fost, de asemenea, organizate în anii 1966 și 1970. Zece ani mai târziu, în 1979, PCC a decis din nou împotriva unei sărbătoriri la scară mare, aflându-se într-un moment în care Deng Xiaoping încă încerca să consolideze puterea și în care China suferise o ripostă într-un război de frontieră cu Vietnam la începutul anului. În 1984, situația fiind mult îmbunătățită și stabilă, RPC a organizat o paradă militară pentru prima dată din 1959. În urma masacrului din Piața Tiananmen nu au mai fost organizate activități de acest fel în octombrie 1989, dar parade militare au avut loc în 1999 și 2009, pe fondul celor de-a 50-a și a 60-a aniversări de la fondarea RPC. Pe 8 mai 2015, a fost desfășurată o parada militară pentru a sărbători 70 de ani de la sfârșitul celui de-al Doilea Război Mondial.
În 1971, în piață au fost ridicate portrete de dimensiuni mari ale lui Karl Marx, Friedrich Engels, Vladimir Ilici Lenin, Iosif Stalin, Sun Iat-sen și Mao Zedong, pictate de artistul Ge Xiaoguang, de asemenea responsabil pentru realizarea celebrului portret al lui Mao, care atârnă și astăzi de Poarta Păcii Celeste. În 1980, cu declasarea ideologiei politice după moartea lui Mao, portretele au fost date jos și de atunci expuse doar de Ziua Muncii (1 mai) și Ziua Națională (1 octombrie). În 1988, conducerea PCC a decis să expună doar portretele lui Sun și Mao în zilele de sărbătoare națională.
La un an după moartea lui Mao, a fost construit un mausoleu în apropierea locului fostei Porți a Chinei, de-a lungul principalei axe nord–sud a pieței. În același timp cu acest proiect, piața a fost mărită ca dimensiune pentru a deveni pe deplin dreptunghiulară și pentru a putea găzdui 600.000 de oameni.
Contextul urban al pieței a fost modificat în anii 1990, atât prin construcția Teatrului Mare Național în vecinătatea sa și extinderea Muzeului Național.

## Configurație

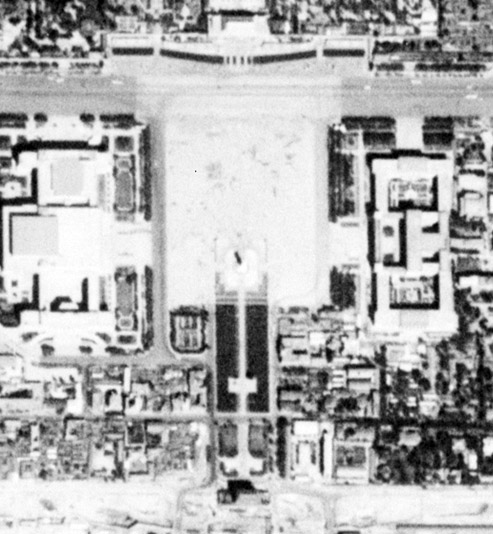
Imagine din satelit a Pieței Tiananmen (20 septembrie 1967), Poarta Tiananmen la nord. Alte lucrări au fost efectuate în anii 1970 pentru a extinde piața prin demolarea clădirilor imediat la sud de piața ilustrată în această imagine.

Folosită drept loc de întâlnire pentru evenimente de masă de la crearea sa, planeitatea este contrastată de „Monumentul Eroilor Poporului”, înalt de 38 de metri, și „Mausoleul lui Mao Zedong”. Piața se află între două porți vechi masive: Tiananmen la nord și Zhengyangmen (mai bine cunoscută ca Qianmen) la sud. De-a lungul laturii de vest este Sala Mare a Poporului. De-a lungul laturii de est este Muzeul Național al Chinei (dedicat istoriei chineze înainte de 1919). Construită în 1989, Libertatea, o statuie reprezentând conceptul occidental, ține o torță peste piață. Bulevardul Chang'an, care este folosit pentru parade, se află între Tian'anmen și piață. Marginile de est și vest ale pieței au copaci, dar piața în sine este deschisă, fără copaci sau bănci. Piața este luminată cu lămpi mari pe stâlpi, care sunt dotați cu camere video. Piața este strict monitorizată de polițiști în  uniformă și în civil.

## Evenimente
Piața Tiananmen a fost locul de desfășurare a mai multor evenimente politice și proteste studențești.
Poate cele mai importante evenimente care au avut loc aici au fost protestele din timpul Mișcării 4 Mai în 1919, proclamarea Republicii Populare Chineze de către Mao Zedong pe 1 octombrie 1949, protestele din Piața Tiananmen din 1976, după moartea lui Zhou Enlai, și protestele din Piața Tiananmen din 1989, după moartea lui Hu Yaobang. Acestea din urmă au dus la suprimarea militară și moartea a sute, dacă nu mii, de protestatari civili. Una dintre cele mai faimoase imagini din timpul acestor proteste este cea de atunci când un om stă în fața unei linii de tancuri în mișcare și refuză să se mute, imagine capturată pe Bulevardul Chang'an, lângă piață.

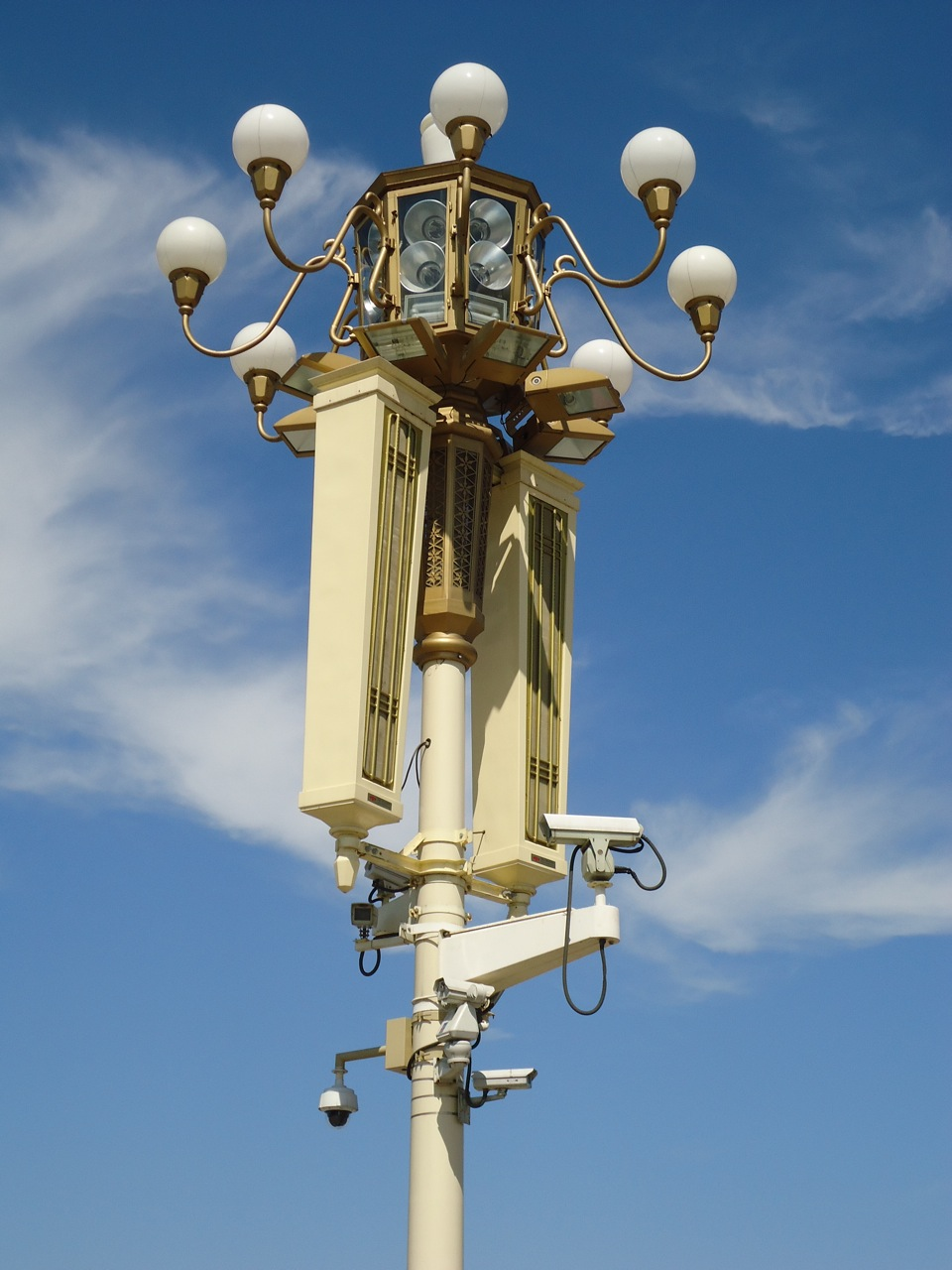
Camere de securitate din Piața Tiananmen

Printre alte evenimente notabile se numără paradele militare anuale pentru aniversarea proclamării din 1949 până pe 1 octombrie 1959, parada militară din 1984 pentru a 35-a aniversare a Republicii Populare Chineze, care a coincis cu ascensiunea politică a lui Deng Xiaoping, paradele militare pentru a 50-a aniversare a Republicii Populare Chineze în 1999, incidentul auto-incendierii din Piața Tiananmen în 2001, paradele militare pentru cea de-a 60-a aniversare a Republicii Populare Chineze în 2009 și un incident în 2013, care a implicat un vehicul care a intrat în pietoni.

## Acces
Piața din centrul orașului este ușor accesibilă cu transportul public. Linia 1 a metroului din Beijing oprește la Tiananmen Vest și Tiananmen Est, la nord-vest și nord-est de piață, pe Bulevardul Chang'an. Linia 2 oprește la stația Qianmen, la sud de piață.
Piața este în mod normal deschisă pentru public, dar rămâne sub pază continuă. Înainte de intrare, vizitatorii și bunurile lor sunt verificate, o practică comună în multe locuri turistice chineze. Cu toate acestea, această piață este oarecum neobișnuită prin faptul că vizitatorilor cetățeni chinezi le sunt de multe ori verificate actele de identitate și sunt întrebați cu privire la scopul vizitei lor. Polițiști atât în civil, și cât în uniformă patrulează zona. În zonă există numeroase stingătoare de incendiu pentru a stinge flăcările în cazul în care vreun protestatar ar încerca să se auto-incendieze.

## Galerie de imagini

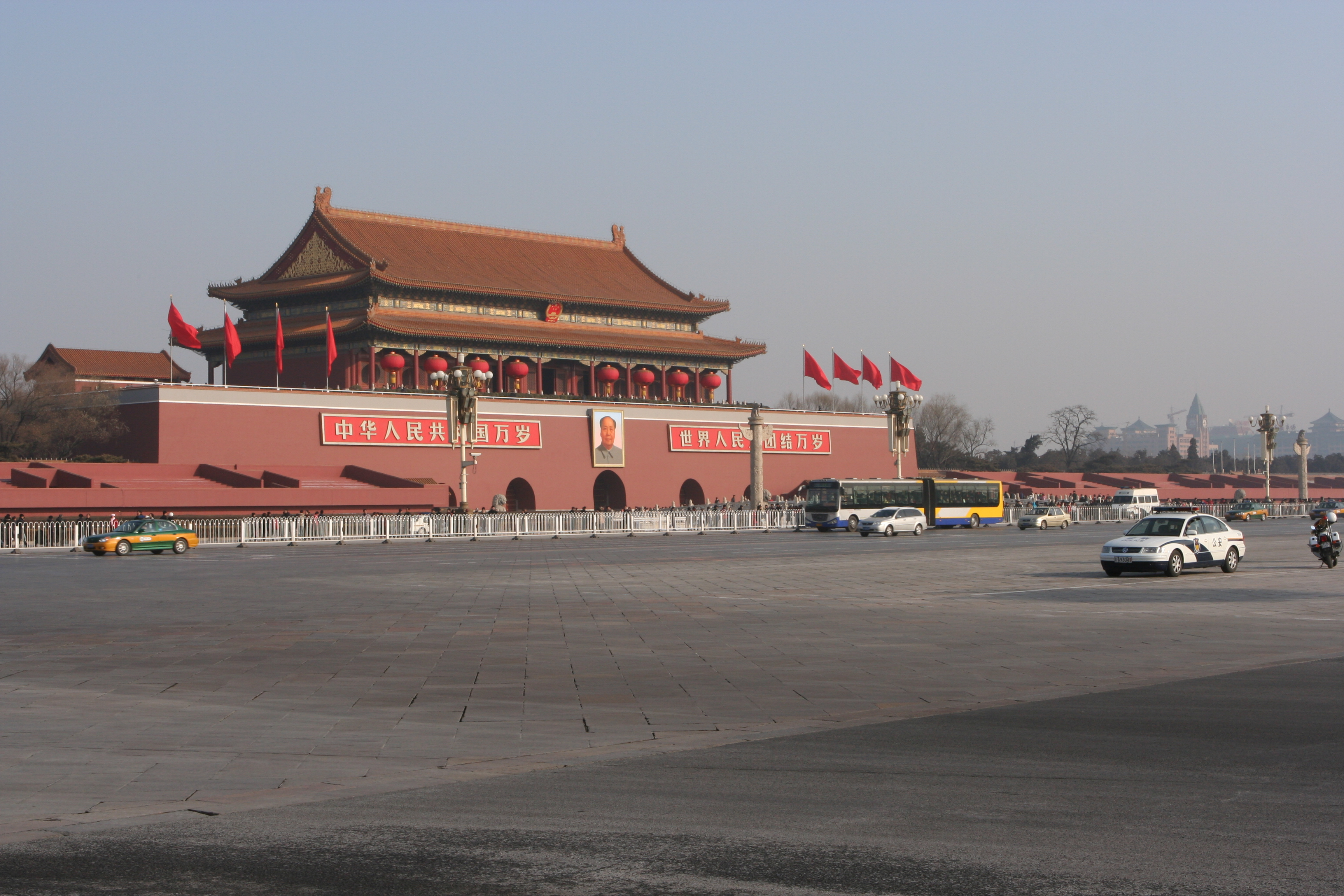
Tiananmen la nord de Piața Tiananmen
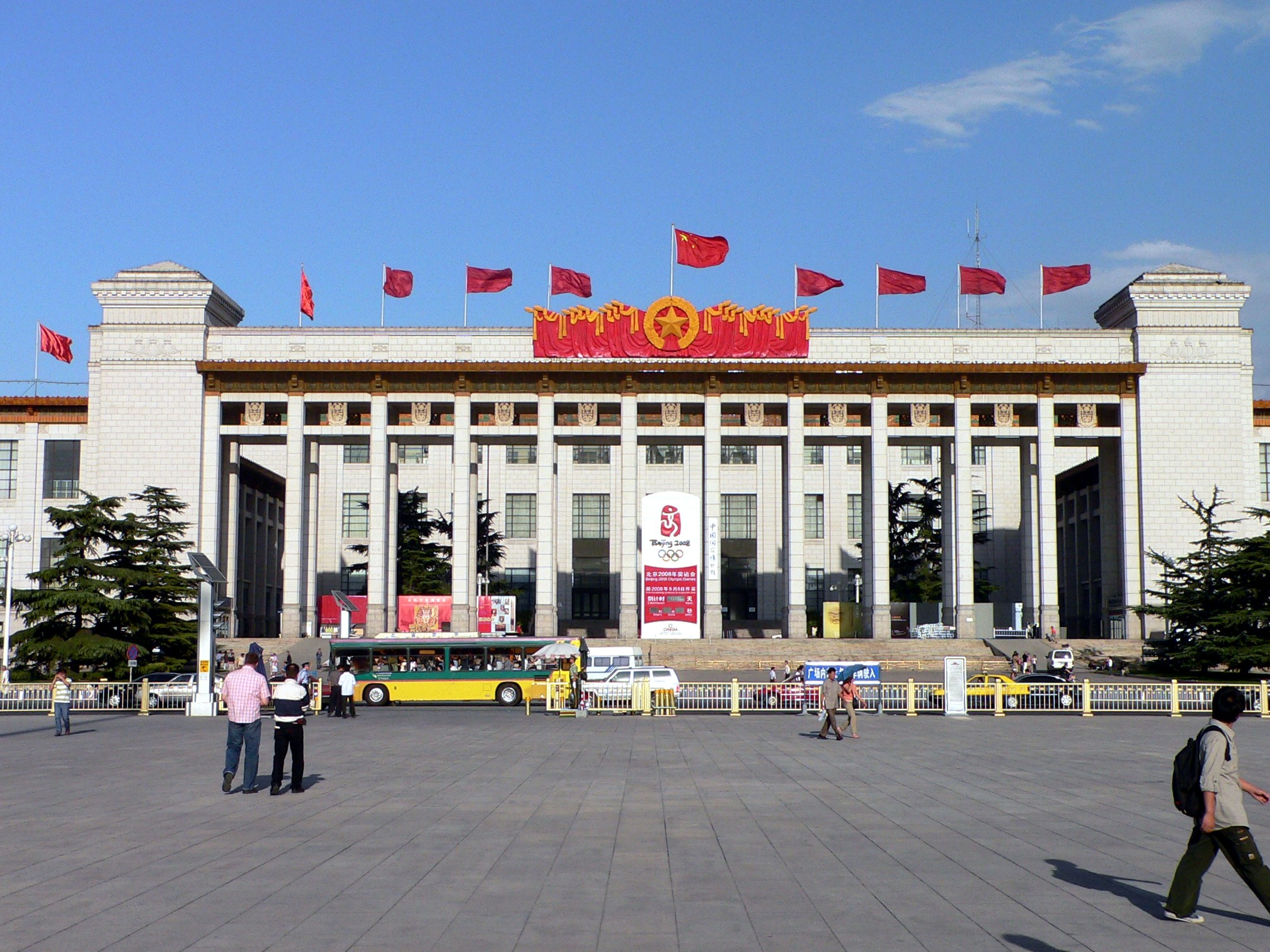
Muzeul Național al Chinei în partea de est a pieței
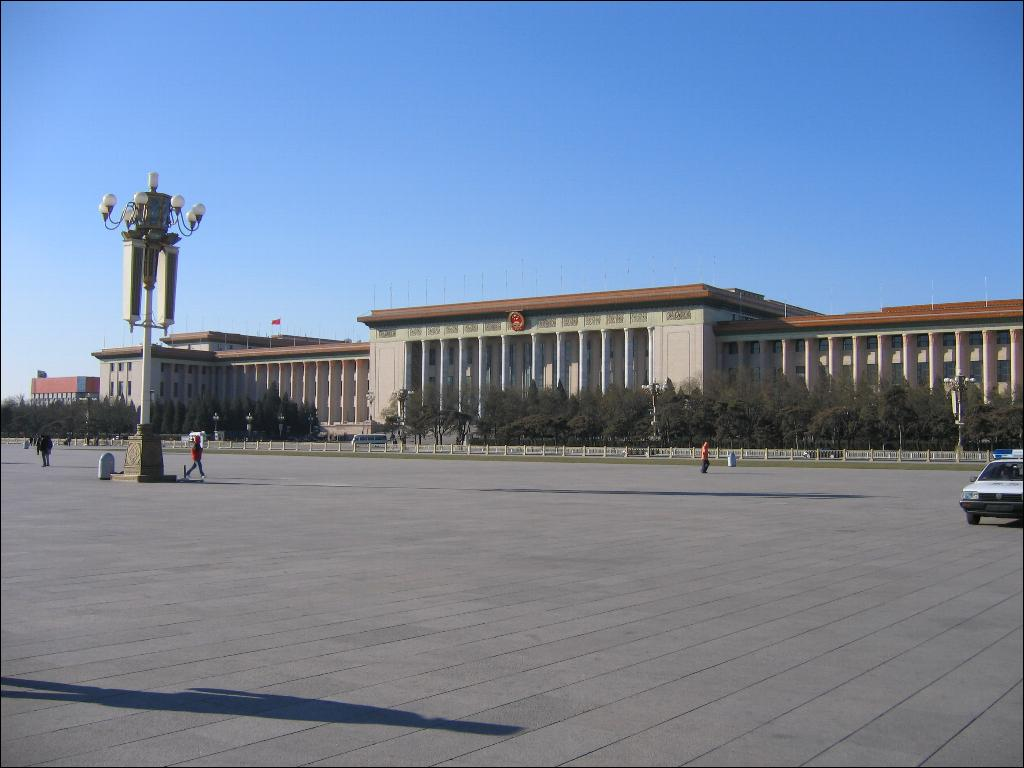
Sala Mare a Poporului, pe partea de vest
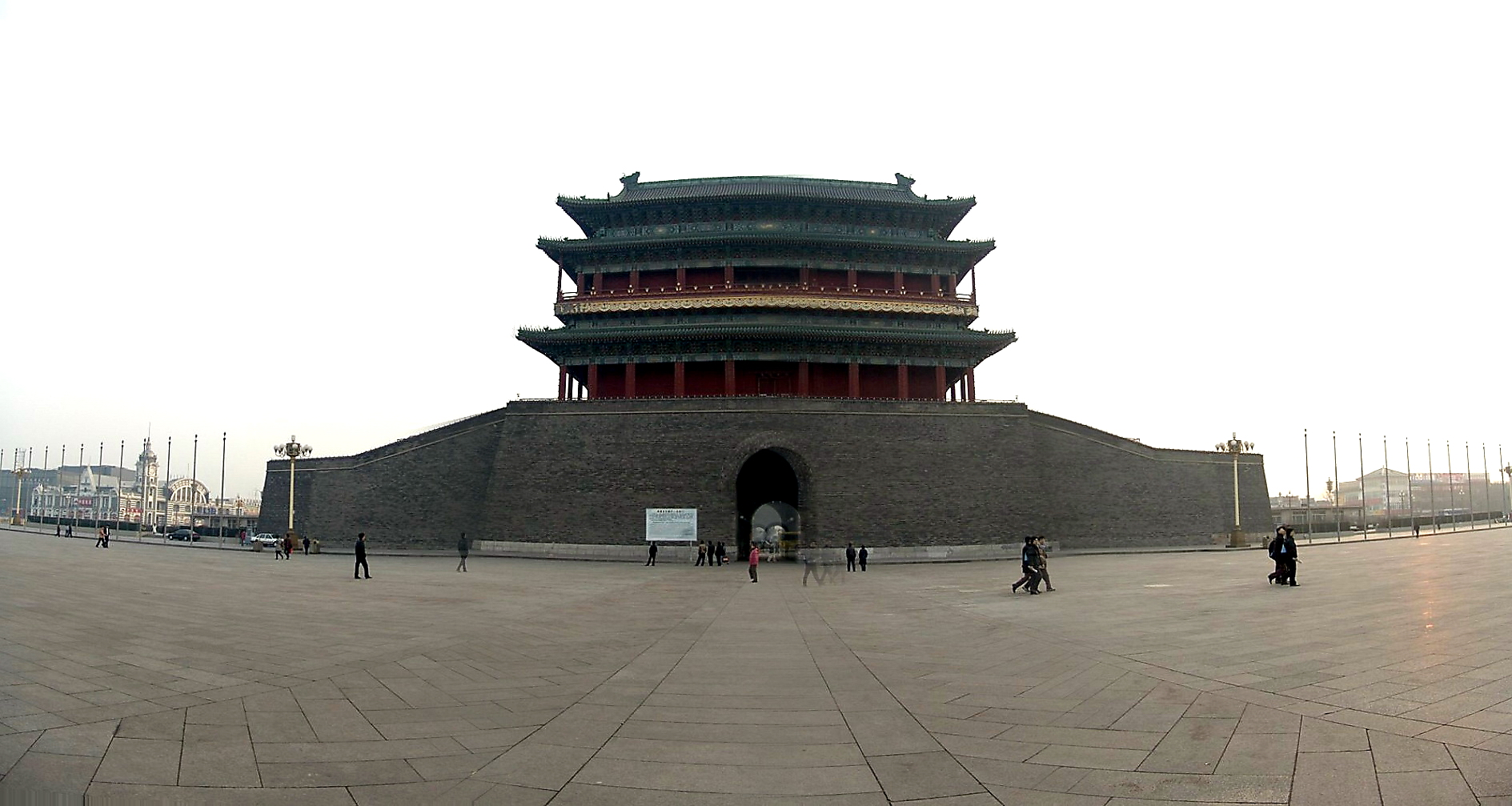
Zhengyangmen marchează capătul de sud al pieței
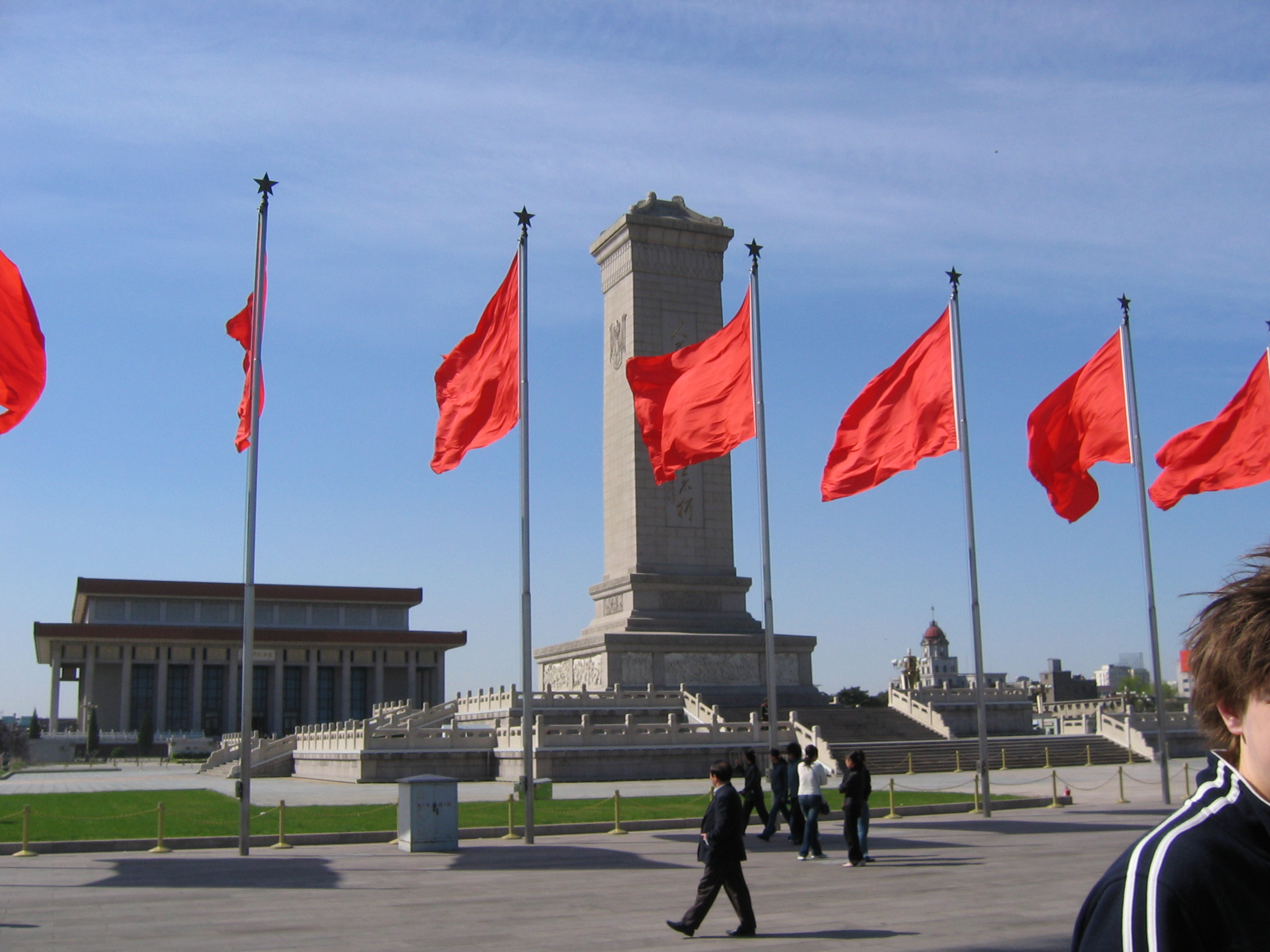
Monumentul Eroilor Poporului și Mausoleul lui Mao Zedong ocupă centrul pieței
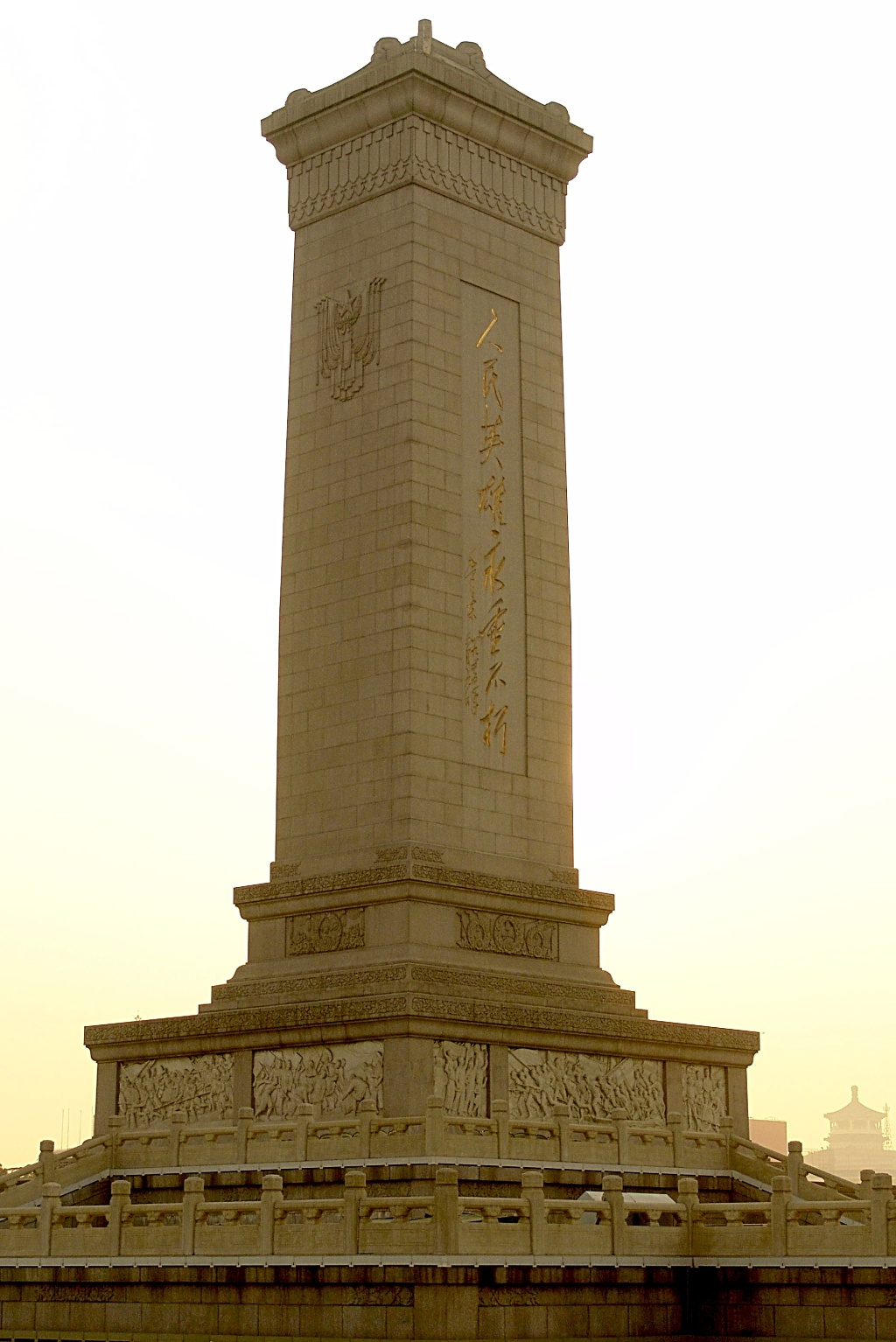
Monumentul Eroilor Poporului
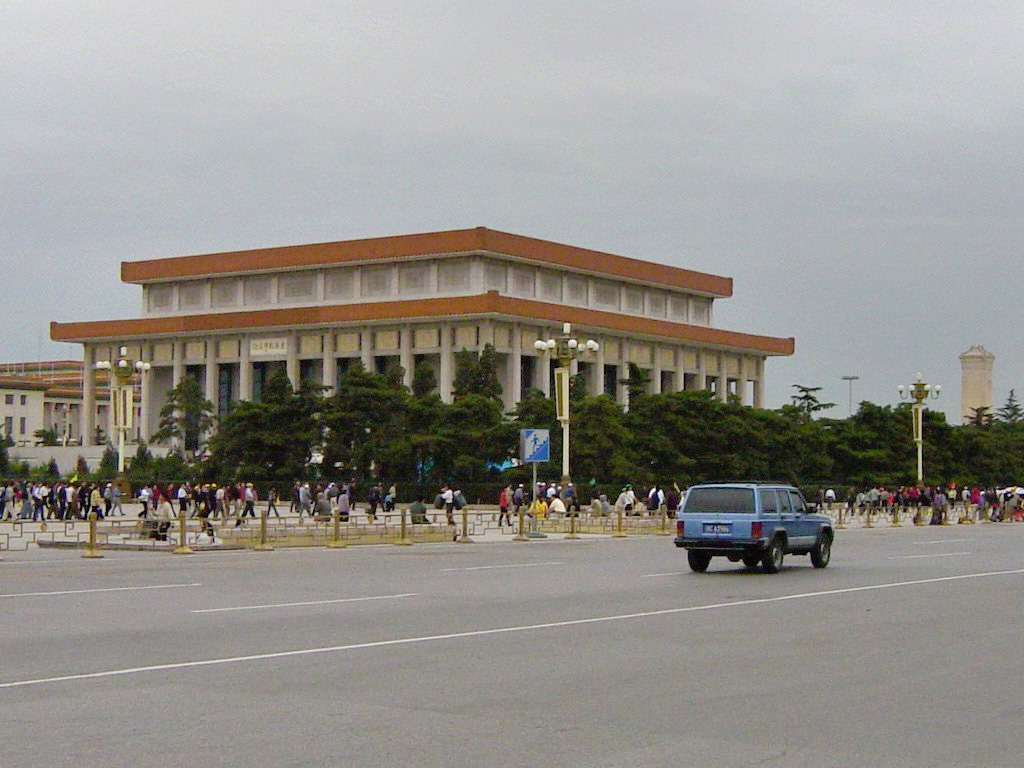
Mausoleul lui Mao Zedong
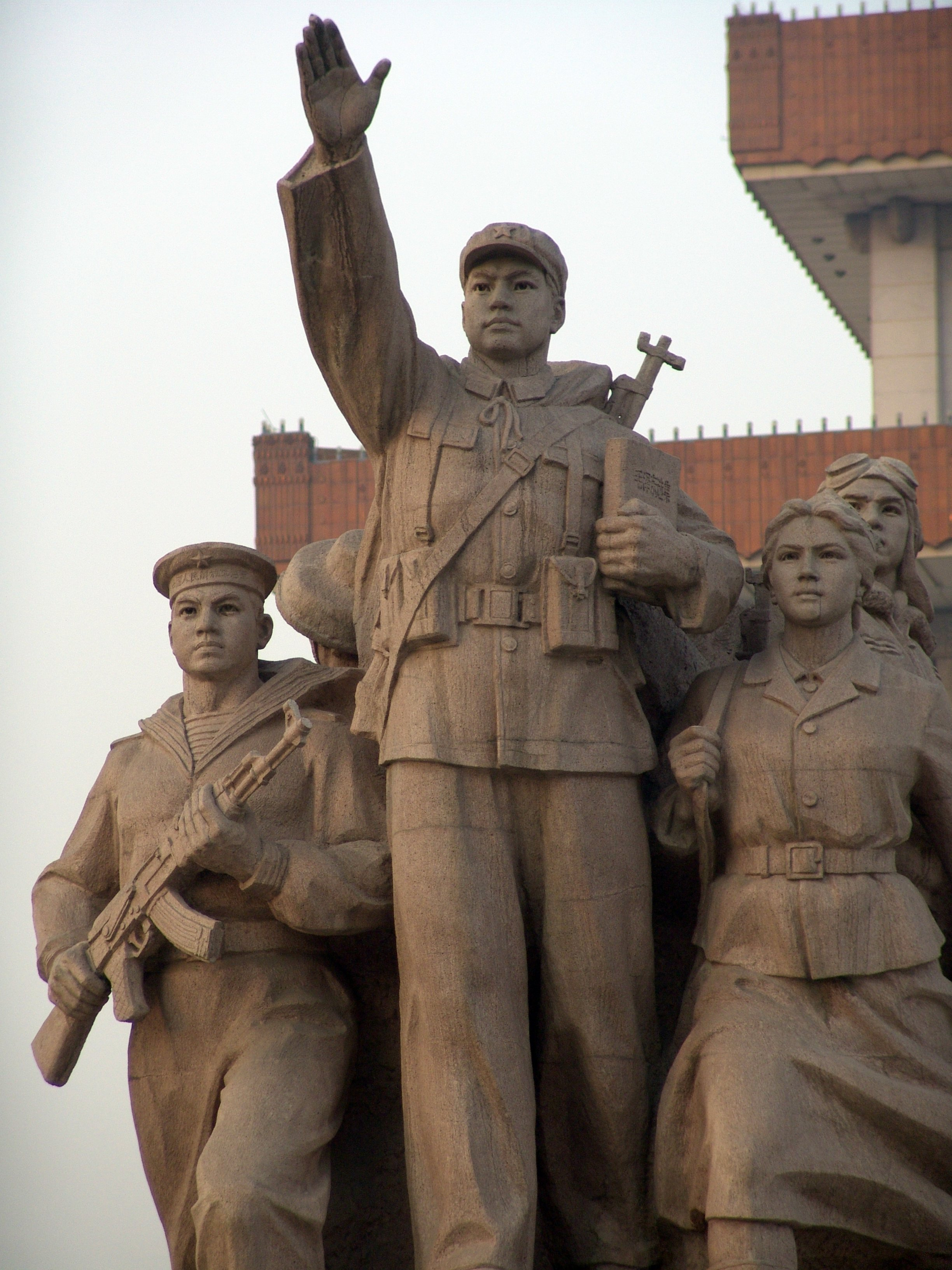
Monument în fața lui Mausoleului lui Mao
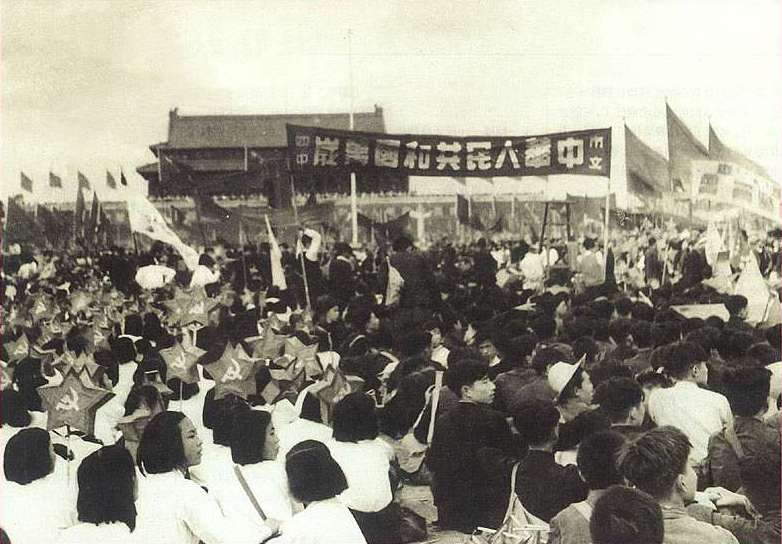
Studenții care au participat la ceremonia de inaugurare al Republicii Populare Chineze pe 1 octombrie 1949.
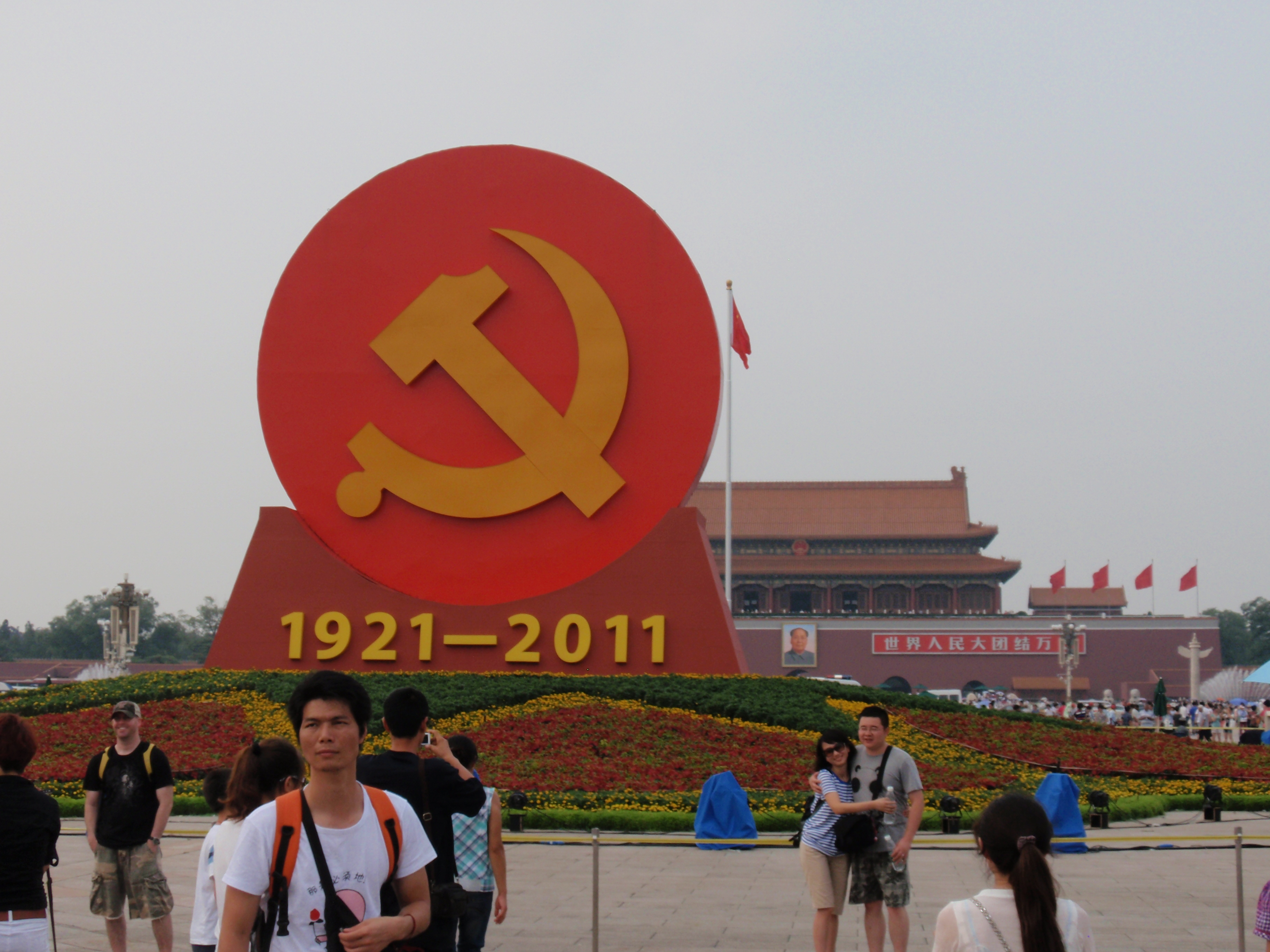
Un monument temporar în Piața Tiananmen pentru marcarea a celei de-a 90-a aniversare a Partidului Comunist Chinez în 2011
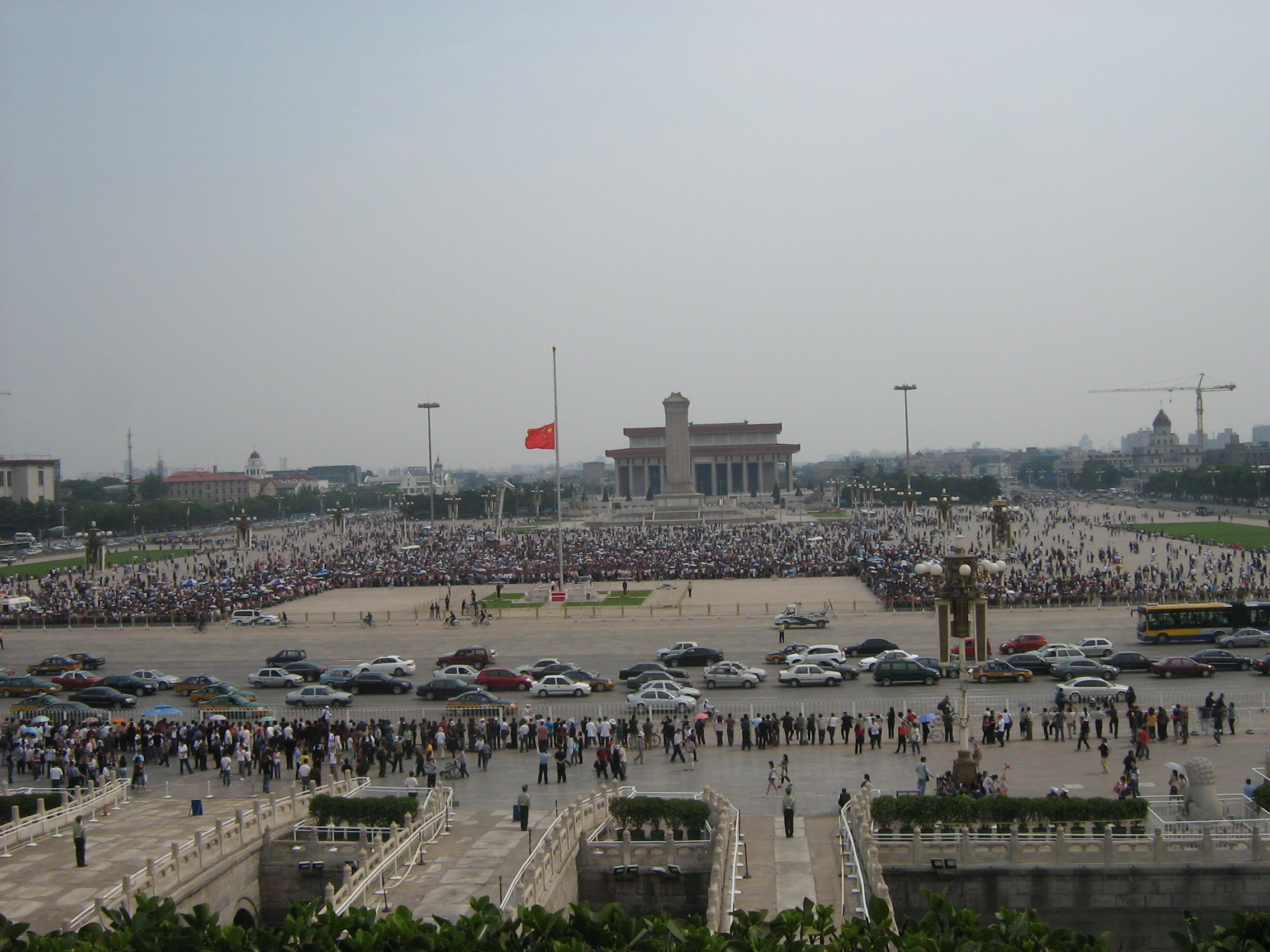
Doliu național pe 19 mai 2008 pentru victimele cutremurului din Sichuan
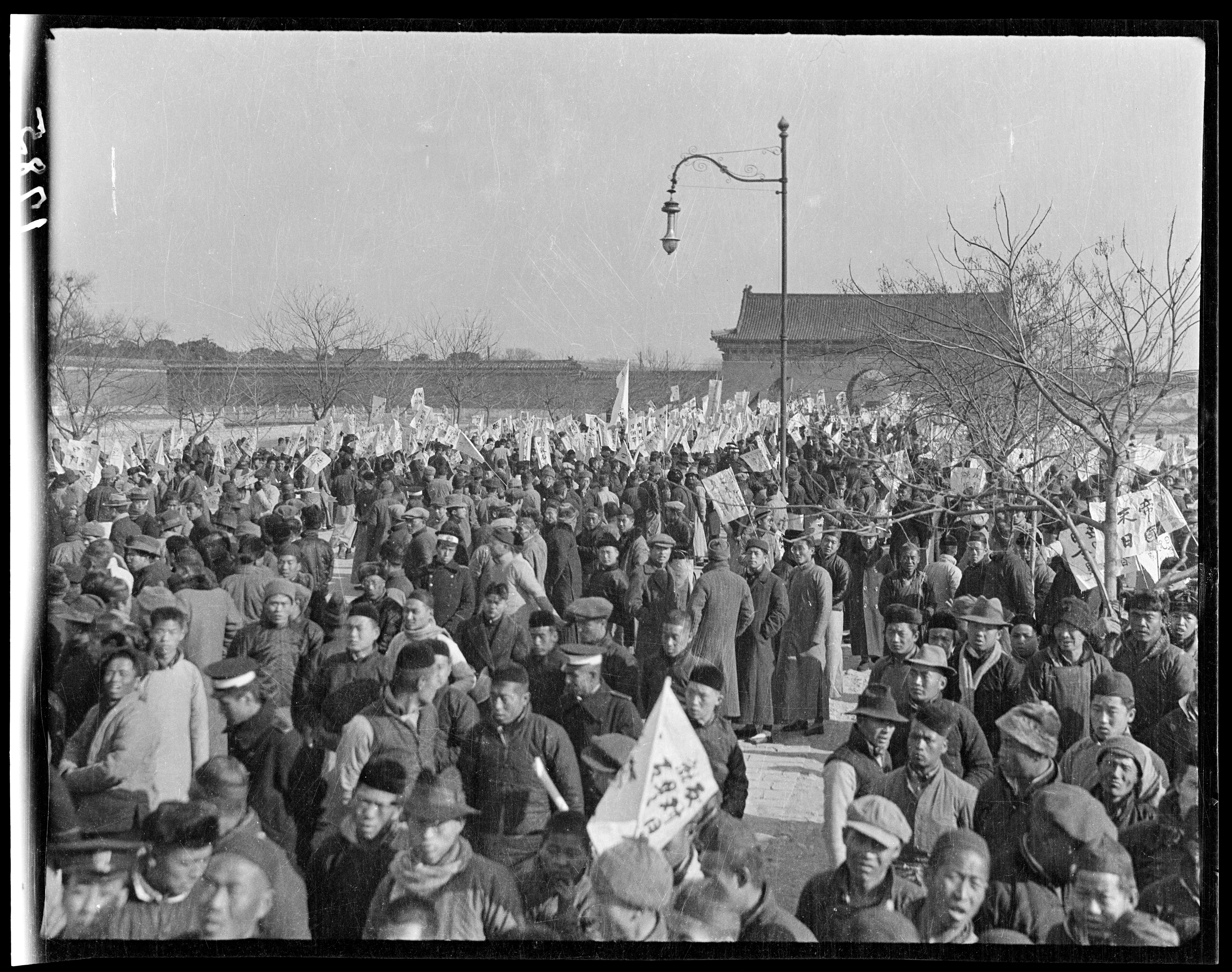
Elevi adunați pentru o demonstrație în Piața Tiananmen, cca. 1917-1919.